# جورج ديكر (ناشر)
جورج ديكر (بالألمانية: Georg Decker)‏ هو ناشر ألماني، ولد في 23 أبريل 1596 في آيسفلد في ألمانيا، وتوفي في 1661 في بازل في سويسرا.